# Свиридов, Евгений Михайлович
Евгений Михайлович Свиридов (род. 17 октября 1930) — советский борец классического стиля, чемпион и призёр чемпионатов СССР, мастер спорта СССР (1954).

## Биография
Увлёкся борьбой в 1950 году. Выступал в легчайшей весовой категории (до 57 кг). Участвовал в восьми чемпионатах СССР. Победитель V Всемирного фестиваля молодёжи и студентов в 1955 году. Победитель международных турниров.

## Спортивные результаты
- Чемпионат СССР по классической борьбе 1953 года — ;
- Чемпионат СССР по классической борьбе 1954 года — ;
- Чемпионат СССР по классической борьбе 1958 года — ;